# Monjurosuchidae
De Monjurosuchidae zijn een familie van uitgestorven reptielen die tot de orde der Choristodera gerekend moet worden. De familie telt twee geslachten:
- Monjurosuchus
- Philydrosaurus

Beide leden van de familie stammen uit het China van het Vroeg-Krijt. De leden van Monjurosuchidae hadden een hagedisachtig uiterlijk en een amfibische levenswijze. Het waren 15 tot 40 centimeter lange insectivoren (insecteneters), en mogelijk ook piscivoren (viseters) en/of carnivoren (vleeseters). De familie was de zustergroep van de Hyphalosauridae. De hyphalosauriërs leken op monjurosuchiërs met lange nekken. Ook zij hadden een amfibische levenswijze.